# Ibrahim Bëjte
Ibrahim Bëjte (Lushnjë, 5 settembre 1989) è un ex calciatore albanese, di ruolo portiere.